# Campeonato Timorense de Futebol - Segunda Divisão de 2020-21
A Liga Futebol Timor-Leste - Segunda Divisão de 2020-21 foi a 5ª edição oficial do segundo nível do Campeonato Timorense de Futebol. Foi organizada pela Federação de Futebol de Timor-Leste e contou, inicialmente, com 12 times participantes.
O torneio foi iniciado apenas em outubro de 2021 e contou com um aumento nos prêmios em dinheiro. A equipa campeã foi a recém-promovida Emmanuel FC, que venceu a tradicional F.C. Académica na final.

## Equipes Participantes
Como não houve competição em 2020, devido à pandemia de COVID-19, participariam nesta edição os dois clubes rebaixados da Primeira Divisão de 2019, os oito clubes remanescentes da Segunda Divisão mais os dois clubes promovidos da Terceira Divisão de 2019. 
Entretanto, em 11 de outubro de 2021, a equipa do Sporting Clube de Timor desistiu de participar do torneio, não sendo substituída.
| Clube                             | Município | Cidade   | Em 2019                    | Participações | Melhor resultado     |
| --------------------------------- | --------- | -------- | -------------------------- | ------------- | -------------------- |
| A.S. Marca (P)                    | Díli      | Díli     | 1º colocado B (3ª Divisão) | 1ª            | Estreante            |
| Atlético Ultramar (R)             | Manatuto  | Manatuto | 8º colocado (1ª Divisão)   | 3ª            | Campeão (2017)       |
| Emmanuel FC (P)                   | Díli      | Díli     | 1º colocado A (3ª Divisão) | 1ª            | Estreante            |
| F.C. Académica (R)                | Díli      | Díli     | 7º colocado (1ª Divisão)   | 1ª            | Estreante            |
| FC Fitun Estudante Lorosae (FIEL) | Díli      | Díli     | 4º colocado (Grupo A)      | 3ª            | 4º colocado A (2019) |
| Kablaki F.C.                      | Manufahi  | Same     | 2º colocado (Grupo A)      | 5ª            | 2º colocado A (2019) |
| Lica-Lica Lemorai                 | Viqueque  | Viqueque | 3º colocado (Grupo B)      | 5ª            | 3º colocado B (2017) |
| FC Nagarjo                        | Díli      | Díli     | 2º colocado (Grupo B)      | 5ª            | 2º colocado A (2017) |
| Porto Taibesse                    | Díli      | Díli     | 3º colocado (Grupo A)      | 3ª            | 3º colocado A (2019) |
| Santa Cruz F.C.                   | Díli      | Díli     | 4º colocado (Grupo B)      | 5ª            | 3º colocado A (2017) |
| Sporting Clube de Timor (X)       | Díli      | Díli     | 5º colocado (Grupo B)      | 5ª            | 3º colocado (2018)   |
| Zebra F.C.                        | Baucau    | Baucau   | 5º colocado (Grupo A)      | 4ª            | Vice-campeão (2016)  |

## Sistema de Disputa
As 12 equipas foram divididas em dois grupos, onde jogaram entre si em turno único. Ao término deste, as equipas vencedoras de cada grupo disputaram uma partida final, para a definição do campeão da Segunda Divisão. 
Este ano, os dois melhores times de cada grupo foram promovidos para a Primeira Divisão, que passou a contar com 10 participantes a partir da temporada 2022-23. Por conta das dificuldades geradas pela pandemia de Covid-19, nesta edição não houve rebaixamento para a Terceira Divisão.

### Critérios de desempate
Ocorrendo igualdade em pontos ganhos entre 2 (dois) ou mais clubes aplicam-se, sucessivamente, os seguintes critérios técnicos de desempate:
- a) resultado do confronto direto
- b) maior saldo de gols
- c) maior número de gols marcados

## Classificação

### Grupo A
| # | Equipa             | J | V | E | D | GP | GC | SG | Pts | Classificação                         |
| - | ------------------ | - | - | - | - | -- | -- | -- | --- | ------------------------------------- |
| 1 | Académica (A)      | 4 | 3 | 1 | 0 | 11 | 6  | +5 | 10  | Promovidos para 1ª Divisão de 2022-23 |
| 2 | Porto Taibessi (P) | 4 | 3 | 1 | 0 | 10 | 6  | +4 | 10  | Promovidos para 1ª Divisão de 2022-23 |
| 3 | Zebra              | 4 | 1 | 1 | 2 | 5  | 6  | −1 | 4   | Salvos                                |
| 4 | Marca FC           | 4 | 1 | 0 | 3 | 3  | 6  | −3 | 3   | Salvos                                |
| 5 | FIEL FC            | 4 | 0 | 1 | 3 | 3  | 8  | −5 | 1   | Salvos                                |
| 6 | Sporting (X)       | 0 | 0 | 0 | 0 | 0  | 0  | 0  | 0   | Salvos                                |

Última atualização em 18 de novembro de 2021
Fonte: Sofascore
Regras para classificação: 1º pontos; 2º saldo de gols; 3º gols pró.
(C) = Campeão; (R) = Rebaixado; (P) = Promovido; (O) = Vencedor do play-off; (A) = Classificado para a próxima fase. 
Somente aplicável se a temporada não tiver terminado: 
(Q) = Classificado para a fase do torneio indicada; (TQ) = Classificado para o torneio, mas não para a fase indicada; (DQ) = Desclassificado do torneio.

### Grupo B
| # | Equipa                | J | V | E | D | GP | GC | SG  | Pts | Classificação                         |
| - | --------------------- | - | - | - | - | -- | -- | --- | --- | ------------------------------------- |
| 1 | Emmanuel FC (A)       | 5 | 4 | 0 | 1 | 18 | 4  | +14 | 12  | Promovidos para 1ª Divisão de 2022-23 |
| 2 | Atlético Ultramar (P) | 5 | 3 | 1 | 1 | 8  | 11 | −3  | 10  | Promovidos para 1ª Divisão de 2022-23 |
| 3 | Nagardjo              | 5 | 2 | 1 | 2 | 13 | 8  | +5  | 7   | Salvos                                |
| 4 | Lica-Lica Lemorai     | 5 | 1 | 3 | 1 | 11 | 8  | +3  | 6   | Salvos                                |
| 5 | Santa Cruz            | 5 | 2 | 0 | 3 | 7  | 13 | −6  | 6   | Salvos                                |
| 6 | Kablaki               | 5 | 0 | 1 | 4 | 4  | 17 | −13 | 1   | Salvos                                |

Última atualização em 18 de novembro de 2021
Fonte: Sofascore
Regras para classificação: 1º pontos; 2º saldo de gols; 3º gols pró.
(C) = Campeão; (R) = Rebaixado; (P) = Promovido; (O) = Vencedor do play-off; (A) = Classificado para a próxima fase. 
Somente aplicável se a temporada não tiver terminado: 
(Q) = Classificado para a fase do torneio indicada; (TQ) = Classificado para o torneio, mas não para a fase indicada; (DQ) = Desclassificado do torneio.

## Final do Campeonato
| 7 de dezembro de 2021 | F.C. Académica | 0 – 2     | Emmanuel FC                | Estádio Municipal de Díli, Timor-Leste |
| 16:00 UTC+9           |                | Relatório | Alexandre Moreira 11', 45' |                                        |

## Premiação
| Campeonato Timorense - Segunda Divisão de 2021 |
| Timor-Leste                                    |
| ---------------------------------------------- |
| Emmanuel FC Campeão (1º título)                |

### Terceira Divisão
Este ano, não foi realizado o torneio da Terceira Divisão, não havendo promovidos para a Segunda Divisão de 2022-23.

## Ligações Externas
- Liga Timorense - Página oficial no Facebook